# Аль-Баян
Аль-Баян (араб.  البيان‎) — официальная радиостанция Исламского государства, базирующаяся в Ираке, которая вещала на частоте 92,5 FM. Станция вещала на арабском, курдском, английском, французском и русском языках.
Программы Аль-Баян, происходящие из Мосула, были «высокопрофессиональными и гладкими» и иногда сравнивались с NPR и BBC по тону и качеству. Репортажи Аль-Баян о военных операциях ИГ были упомянуты Associated Press и The Washington Post. Станция прекратила вещание после того, как ИГ потеряло большую часть своих баз в Ираке и Сирии.
Трансляции ИГ возобновились позже из Сирта, Ливия, под названием «Радио ат-Таухид».

## Начало в начале
Первая трансляция радио Аль-Баян была запущена в конце 2014 года, которая первоначально предоставляла выпуски новостей, а затем некоторые другие программы были добавлены в апреле 2015 года. Станция предлагала широкий спектр программ, включая нашиды, чтение Корана, речи, фикх, обучение арабскому языку и интервью, перемежающиеся с регулярными новостными сводками и полевыми репортажами от корреспондентов Аль-Баян в Ираке и Сирии. Новости на английском языке читались американским мужчиной-диктором, а даты читались в исламском календаре.

### Приложение для Android
В начале 2016 года Аль-Баян выпустило приложение для Android, они загрузили файл APK на Internet Archive и веб-сайты, так как не могли загрузить приложение в Google Play Store. Они распространяли приложение через социальные сети, такие как Twitter, Facebook и Telegram.

## Города вещания
Известные частоты (октябрь 2016 года):
Ирак: Мосул 92.5/99.3 FM;
Сирия: Ракка 99,9 FM
Ливия: Бенгази 94,3 FM (нерегулярно)
Ливия: Дерна 95,5 FM (нерегулярно)
Сообщалось, что станция в Мосуле вышла из эфира после воздушного удара по ней в конце февраля 2017 года в рамках битвы за Мосул. Иракские силы обнаружили станцию в марте 2017 года в элитном западном районе Мосула, который они захватили. ИГ сожгло её, прежде чем отступить.

## Ливийские трансляции
В феврале 2015 года ИГ захватило радиостанцию под названием «Макмадас» в Сирте, Ливия. Номинально им управлял Ансар аш-Шариа в Ливии, что сделало неясным, находится ли эта станция под управлением ИГ. Спутниковая телевизионная станция, принадлежащая ИГ, и мощная радиостанция на 94,3 FM, также базирующаяся в Сирте и работающая под торговой маркой «Al-Tawheed», начала вещание в октябре 2014 года. Радио ат-Таухид (бывший передатчик вещательной корпорации Ливийской Джамахирии) имеет выходную мощность 10 киловатт и принимается в Европе путем спорадического распространения Е.
Станция работала в 2015 и 2016 годах, прежде чем была захвачена ливийскими силами.